# Університет Мену
Університет Мену (англ. University of Maine) — найбільший університет штату Мен у США, в якому навчаються 11 тисяч студентів. 
Заснований у 1865 у місті Ороно. Бібліотека Фоглера є найбільшою у Мені — у ній зберігаються понад мільйон книг, у тому числі велика кількість рукописів і неопублікованих робіт відомого американського письменника Стівена Кінга.
В області спорту кольори Університету Мену захищає команда Мен Блек Берс.

## Відомі викладачі
- Керрол Террелл, літературознавець

## Відомі студенти
- Стівен Кінг
- Бернард Лаун, лауреат Нобелівської премії миру
- Майк Данем, хокеїст
- Брати Пол, Стів і Мартін Карія, хокеїсти